# Cardiovascular Pathology
Cardiovascular Pathology is een internationaal, aan collegiale toetsing onderworpen wetenschappelijk tijdschrift op het gebied van de cardiologie.
De naam wordt in literatuurverwijzingen meestal afgekort tot Cardiovasc. Pathol.
Het wordt uitgegeven door Elsevier namens de Society for Cardiovascular Pathology.